# 瀬尾和紀
瀬尾 和紀（Kazunori Seo, せお かずのり、1974年7月22日 - ）は、日本のフルーティスト、ピアニスト。

## 略歴
1974年、福岡県北九州市に生まれる。
幼少期よりピアノを習う。10歳よりフルートを始め、高橋安治に師事。1991年に渡仏し、レイモン・ギオー、クルト・レーデル、パトリック・ガロワ、ブノワ・フロマンジェ等のもとで学ぶ。1995年にパリ国立高等音楽院に首席入学し、アラン・マリオンに師事。1998年にフルート科を審査員満場一致のプルミエ・プリ（一等賞）で卒業。同音楽院の大学院課程においてオーボエのモーリス・ブルグ、ピアノのクリスチャン・イヴァルディ、ヴァイオリンのアミ・フラメールといった器楽奏者の下で研鑽を積み、1999年に室内学科をプルミエ・プリで卒業。この間、数々の主要な国際コンクールで立て続けに優勝・入賞を果たし、ソリストとして世界中にその名を広めた。以降、フランスと日本を拠点としながら、ヨーロッパ諸国やアメリカ、中国、台湾、韓国でのマスタークラスおよび演奏活動を、また、世界各地での音楽祭やコンクールの審査員に招かれている。
2009年より山口県の秋吉台国際芸術村で行われる秋吉台ミュージック・アカデミーを主宰。名古屋音楽大学客員准教授。

## 活動歴

### 演奏活動
フランスのPRO MUSICIS 財団のアーティストとしてパリや、ニューヨークのカーネギー・ホールなどでリサイタルを行う。また、フィンランドのクフモ室内楽音楽祭、フランス国営放送局モンペリエ音楽祭、済州島音楽祭、北九州国際音楽祭などに出演している。
日本においては、1999年に東京都交響楽団とイベールのフルート協奏曲を共演し、デビューを果たした。その後は、札幌交響楽団、新日本フィルハーモニー交響楽団、読売日本交響楽団、大阪フィルハーモニー交響楽団、広島交響楽団、九州交響楽団など全国各地のオーケストラと共演を重ねている。
編曲活動にも意欲的に取り組み、2011年にはオリジナル編曲版として6人によるベートーヴェンの「英雄」と12人によるマーラーの「交響曲第9番」を三井住友海上しらかわホールにて発表・演奏し、その斬新性が反響を呼んだ。

### レコーディング活動
2001年にハンガリーのニコラウス・エステルハージ・シンフォニアと共演した『レオポルト・ホフマン／フルート協奏曲集』がNAXOSからリリースされ、CDデビューを果たした。同年にエラート＝ワーナー・ミュージックより『シランクス～フランス・フルート近代作品集』もリリースされ、好評を博した。その後も幅広いレパートリーおよび様々な器楽奏者を共演者に迎えて録音を行っている。
また、既存のフルートレパートリーのみならず、知られざるフルート作品や室内楽曲の発掘に目を向け、20世紀のピアニストとして知られるヴァルター・ギーゼキングの親族へ取材を重ね、未出版であった作品を発見している。その後、2010年に自身が立ち上げたレーベル"Les Ménestrels（レ・メネストレル）" から『ヴァルター・ギーゼキング 室内楽作品集』をリリースし、ギーゼキングの作曲家としての一面に光を当てた。
2013年に新たにレーベル名を"Virtus Classics（ヴィルトゥス・クラシックス）"とした。プロデューサーを務めながら、ピアニストとしてパトリック・ガロワとの録音を手がけるほか、様々なコンセプトに基づいたテーマ別のレコーディングプロジェクトを立ち上げている。

## 受賞歴
- 第1回カール・ニールセン国際音楽コンクール[7] 第2位およびオーディエンス賞（1998年、デンマーク）
- 第5回ジャン・ピエール・ランパル国際フルート・コンクール 第2位グランプリ（1位なし）（1998年、フランス）
- 第3回ジャン・フランセ国際音楽コンクール 第1位[8]（2000年、フランス）
- 第8回フルート・コンベンション・コンクール ソロ部門 第1位（1997年、日本）
- 第3回フルート・コンクールびわ湖（現：びわ湖国際フルートコンクール）第1位、武者小路千家賞
- 京都芸術祭賞（1999年）
- 北九州市民文化賞[9]（2000年）
- 福岡県文化賞[10]（2004年）

## ディスコグラフィー
| レーベル           | アルバム名                                                         | 共演者 | リリース年 | 収録年月日                                       | 収録場所                                                                           | 備考                              |
| ------------------ | ------------------------------------------------------------------ | --- | ---------- | ------------------------------------------------ | ---------------------------------------------------------------------------------- | --------------------------------- |
| NAXOS              | レオポルド・ホフマン フルート協奏曲集 第１集                       | ベーラ・ドラホシュ (Cond.) ニコラウス・エステルハージ・シンフォニア                                                                    | 2001年6月  | 1999年11月7-10日                                 | フェニックス・スタジオ（ブダペスト／ハンガリー）                                   | デビュー録音                      |
| NAXOS              | レオポルド・ホフマン フルート協奏曲集 第２集                       | ベーラ・ドラホシュ (Cond.) ニコラウス・エステルハージ・シンフォニア                                                                    | 2001年7月  | 1999年11月7-10日                                 | フェニックス・スタジオ（ブダペスト／ハンガリー）                                   | デビュー録音                      |
| NAXOS              | フランツ＆カール・ドップラー フルートと管弦楽のための作品集        | パトリック・ガロワ (Fl./Cond.) シンフォニア・フィンランディア・ユヴァスキュラ                                                          | 2007年12月 | 2006年9月25-28日                                 | ラウカ教会（ユヴァスキュラ近郊／フィンランド）                                     |                                   |
| NAXOS              | イグナツ・モシェレス フルートとピアノのための作品集                | 上野 真 (Pf.) | 2014年12月 | 2013年6月11-13日、12月19-20日                    | 三重県総合文化センター                                                             |                                   |
| NAXOS              | カール・チェルニー フルートとピアノのための作品集                  | 上野 真 (Pf.) | 2015年8月  | 2014年4月30日-5月2日                             | 三重県総合文化センター                                                             |                                   |
| NAXOS              | ルートヴィヒ・ヴァン・ベートーヴェン フルートのための作品集 第１集 | パトリック・ガロワ (Fl.) 児玉 光生 (Fg.) 瀬﨑 明日香 (Vn.) 小峰 航一 (Va.)                                                             | 2018年3月  | 2015年12月22日、2016年6月8-9日、8月14日、10月1日 | 三重県総合文化センター オールネイ・スー・ボワ音楽院ホール（フランス）              |                                   |
| NAXOS              | ルートヴィヒ・ヴァン・ベートーヴェン フルートのための作品集 第２集 | 児玉 光生 (Fg.) 上野 真 (Pf.) | 2018年6月  | 2016年8月16-18日                                 | 三重県総合文化センター                                                             |                                   |
| NAXOS              | サヴェリオ・メルカダンテ 2本のフルートのための協奏曲               | パトリック・ガロワ (Fl./Cond.) チェコ室内管弦楽団パルドゥビツェ                                                                        | 2018年7月  | 2017年2月27日-3月2日                             | チェコ／パルドゥビツェ                                                             |                                   |
| NAXOS              | ヴィルヘルム・フリーデマン・バッハ 2本のフルートのための二重奏曲集 | パトリック・ガロワ (Fl.) | 2019年1月  | 2017年3月4、5、7、10日                           | Studio BoxSon（オールネイ・スー・ボワ／フランス）                                  |                                   |
| NAXOS              | カール・マリア・フォン・ヴェーバー フルートのための室内楽曲集      | 上森 祥平 (Vc.) 上野 真 (Pf.) | 2019年9月  | 2017年11月28-30日                                | 三重県総合文化センター                                                             |                                   |
| LES MÉNESTRELS     | ヴァルター・ギーゼキング 室内楽作品集 第１集                       | フランソワ・サルク (Vc.) パク・ジョンファ (Pf.) ローラン・ヴァグシャル (Pf.)                                                           | 2010年6月  | 2007年1月19-22日                                 | ラ・ショー・ド・フォン音楽ホール（スイス）                                         |                                   |
| LES MÉNESTRELS     | ヴァルター・ギーゼキング 室内楽作品集 第２集                       | ニコラ・バルデイルー (Cl.) ローラン・ヴァグシャル (Pf.) プソフォス弦楽四重奏団 他                                                      | 2011年11月 | 2007年1月19-22日2010年4月27-28日                 | ラ・ショー・ド・フォン音楽ホール（スイス） サン=マルセル福音教会（パリ／フランス） | プロデューサーとして参加          |
| VIRTUS CLASSICS    | アーノルト・シェーンベルク 初期室内楽作品集                        | ニコラ・バルデイルー (Cl.) ニコラ・ドートリクール (Vn.) ベルトラン・レイノー (Vc.) パク・ジョンファ (Pf.) ローラン・ヴァグシャル (Pf.) | 2013年3月  | 2011年12月4、6-7日                               | MS&AD 三井住友海上しらかわホール（名古屋）                                         | 2019年9月にリマスター版をリリース |
| VIRTUS CLASSICS    | パトリック・ガロワの芸術・１ パリ音楽院卒業試験曲集                | パトリック・ガロワ (Fl.) | 2019年11月 | 2019年1月8-10日                                  | 三重県総合文化センター                                                             | ピアニストとして参加              |
| VIRTUS CLASSICS    | 彩光 ア・ラ・フランセーズ フルート＆ハープ デュオ                  | 福井 麻衣 (Hp.) | 2020年3月  | 2019年4月29日-5月1日                             | 神奈川県立相模湖交流センター                                                       |                                   |
| VIRTUS CLASSICS    | パトリック・ガロワの芸術・２ パリ音楽院卒業試験曲集                | パトリック・ガロワ (Fl.) | 2020年11月 | 2019年1月28～30日                                | 北九州市立響ホール                                                                 | ピアニストとして参加              |
| WARNER MUSIC       | “シランクス” フランス近代フルート作品集                            | ローラン・ヴァグシャル (Pf.) | 2001年7月  | 2001年2月21-23日                                 | ブルックナーハウス中ホール（リンツ／オーストリア）                                 |                                   |
| WARNER MUSIC       | イベール、ニールセン、ロドリーゴ 超絶技巧フルート協奏曲集          | パトリック・ガロワ (Cond.) シンフォニア・フィンランディア・ユヴァスキュラ                                                              | 2004年10月 | 2004年5月6-8日                                   | スオラハティ・ホール（フィンランド）                                               |                                   |
| DEMUSICA           | デームス / ホーフマンスタール原作 オペラ「痴人と死」               | 北村 哲郎 (Ten.） 平松 英子 (Sop.） 小松 英典 (Bar.) イェルク・デームス (Pf.) 他                                                       | 2007年12月 | 2006年6月7-9日                                   | ウィーン美術史美術館（バッサーノ・ザール）                                         |                                   |
| PARNASSIE ÉDITIONS | アンリ＝ジャン・シュブネル 室内楽作品集 第３集                     | ニコラ・ドートリクール (Vn.)小峰 航一 (Va.) ローラン・ヴァグシャル (Pf.) 他                                                            | 2007年     | 2004年3月、2006年2月                             | サル・コルトー（パリ／フランス） シテ・デ・ザール（パリ／フランス）                |                                   |
| 299 MUSIC          | エリオトロープ フランス近代フルート作品集                          | 寺田 愛 (Fl.) | 2016年10月 | 2016年3月8-10日                                  | 栃木市岩舟文化会館 コスモスホール                                                  | ピアニストとして参加              |
| 299 MUSIC          | ジャン＝ミシェル・ダマーズ フルート作品集                          | 寺田 愛 (Fl.) 浅川 寧 (Fl.) 金子 亜未 (Ob.) 中木 健二 (Vc.)                                                                            | 2018年10月 | 2018年5月29日-6月1日                             | 三重県総合文化センター                                                             | ピアニストとして参加              |
| SQUARE-ENIX        | “ポーション” リラクシン ウィズ ファイナルファンタジー              | ローラン・ヴァグシャル (Pf.) | 2001年2月  | 2000年12月                                       | ビクタースタジオ（東京）                                                           | ボーナストラックのみの参加        |

## エピソード
テレビゲーム『ファイナルファンタジー』（FF）好きであったことがきっかけで、このゲームの作曲家・植松伸夫から曲を贈られている。FFシリーズを代表する一曲「ザナルカンドにて」は実は瀬尾和紀のために書かれた曲であるが、「フルートで演奏するには悲しすぎる」という理由で植松が封印していたところ、最終的に『FFX』で採用されることとなった。